# Fröschengasse

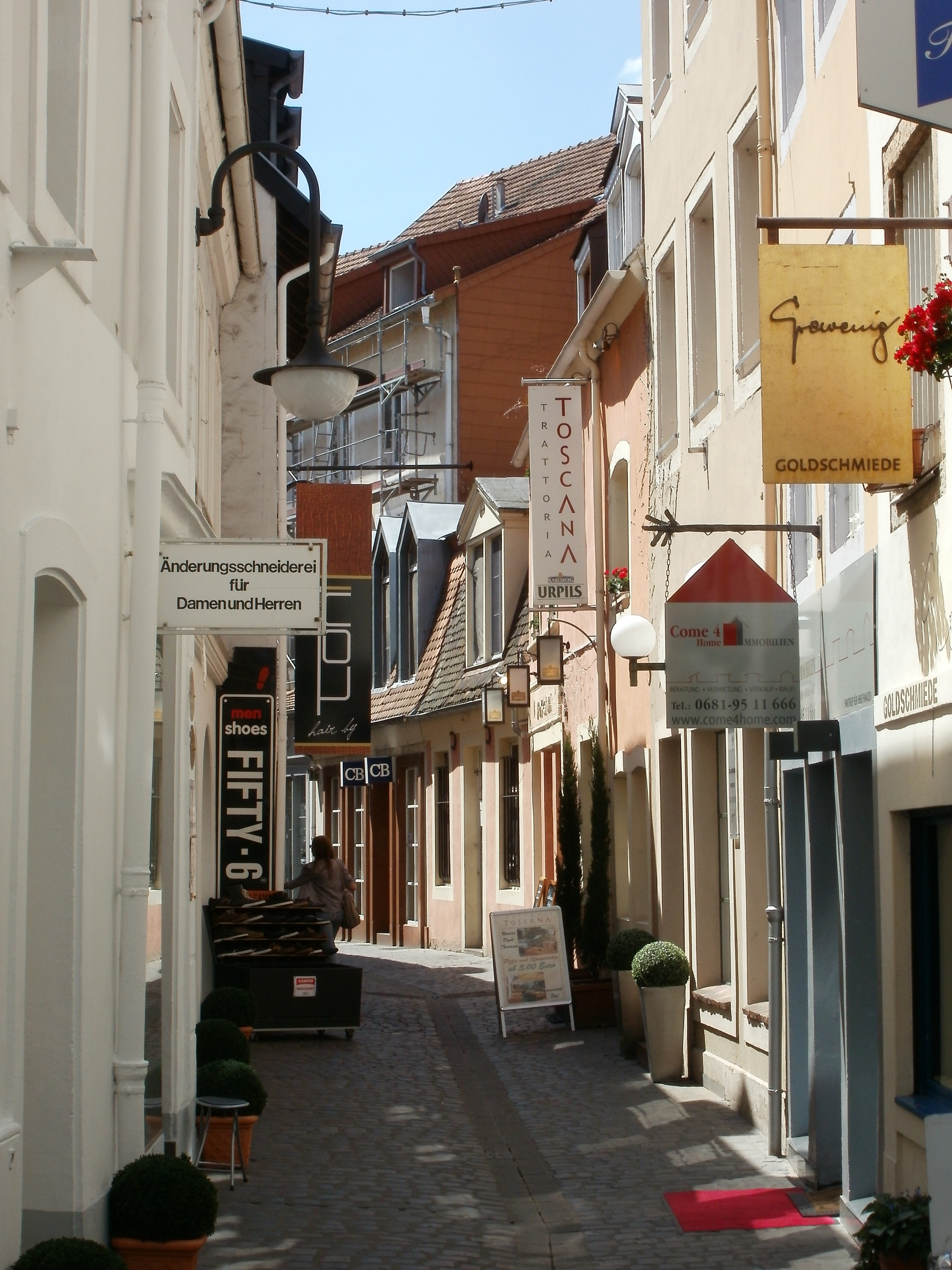
Die Fröschengasse

Die Fröschengasse ist eine enge Gasse beim St. Johanner Markt in Saarbrücken-St. Johann. Einer Sage nach sollen hier Frösche vom Saar-Ufer den Weg in die Stadt gefunden haben.
Die Gasse entstand als Handwerkergasse um die zweite Hälfte des 18. Jahrhunderts, da man zu dieser Zeit das Anbauen an die spätmittelalterliche Stadtmauer erlaubte. Die Gasse, begonnen an der Bahnhofstraße, folgt der Stadtmauer in einer Viertelkreis-Drehung um den Marktplatz herum und endet an der Saarstraße. Ende der 1970er Jahre fand eine Restaurierung des Sträßchens statt. Heute finden sich in den kleinen Gebäuden Boutiquen oder Gastronomie-Betriebe.
Reste der Stadtmauer sind nur noch spärlich zu erkennen. Die Gebäude Nr. 2, 15/17 und 19 stehen unter Denkmalschutz. Mit dem Stiefelbräu hat sich die Brauerei des Gasthauses zum Stiefel erhalten.  An der Ecke zur Saarstraße finden sich Hochwassermarken von 1824 und 1947.